# Grand Prix automobile de Chine 2006
GP précédent GP suivant
Le Grand Prix automobile de Chine 2006 (2006 Formula 1 Sinopec Chinese Grand Prix), disputé sur le circuit international de Shanghai, le 1er octobre 2006 est la 766e épreuve du championnat du monde de Formule 1 courue depuis 1950 et la seizième manche du championnat 2006.
En difficulté en qualification en raison de la pluie, Michael Schumacher remporte néanmoins la victoire dans des conditions humides en profitant notamment des erreurs stratégiques des pilotes Renault pour prendre la tête du championnat. il porte là, à l'occasion de ce qui sera le dernier succès de sa carrière en Formule 1, son record à quatre-vingt-onze victoires.

## Grille de départ
| Pos | Pilote               | Équipe/Moteur       | Chrono 3       | Chrono 2       | Chrono 1       |
| --- | -------------------- | ------------------- | -------------- | -------------- | -------------- |
| 1   | Fernando Alonso      | Renault             | 1 min 44 s 360 | 1 min 43 s 951 | 1 min 44 s 128 |
| 2   | Giancarlo Fisichella | Renault             | 1 min 44 s 992 | 1 min 44 s 336 | 1 min 44 s 378 |
| 3   | Rubens Barrichello   | Honda               | 1 min 45 s 503 | 1 min 45 s 228 | 1 min 47 s 072 |
| 4   | Jenson Button        | Honda               | 1 min 45 s 503 | 1 min 44 s 662 | 1 min 45 s 809 |
| 5   | Kimi Räikkönen       | McLaren-Mercedes    | 1 min 45 s 754 | 1 min 45 s 622 | 1 min 44 s 909 |
| 6   | Michael Schumacher   | Ferrari             | 1 min 45 s 775 | 1 min 45 s 660 | 1 min 47 s 366 |
| 7   | Pedro de la Rosa     | McLaren-Mercedes    | 1 min 45 s 877 | 1 min 45 s 095 | 1 min 44 s 808 |
| 8   | Nick Heidfeld        | BMW Sauber          | 1 min 46 s 053 | 1 min 45 s 055 | 1 min 46 s 249 |
| 9   | Robert Kubica        | BMW Sauber          | 1 min 46 s 632 | 1 min 45 s 576 | 1 min 46 s 049 |
| 10  | Robert Doornbos      | Red Bull-Ferrari    | 1 min 48 s 021 | 1 min 45 s 747 | 1 min 46 s 387 |
| 11  | Scott Speed          | Toro Rosso-Cosworth |                | 1 min 45 s 851 | 1 min 46 s 222 |
| 12  | David Coulthard      | Red Bull-Ferrari    |                | 1 min 45 s 968 | 1 min 45 s 931 |
| 13  | Vitantonio Liuzzi    | Toro Rosso-Cosworth |                | 1 min 46 s 172 | 1 min 45 s 564 |
| 14  | Mark Webber          | Williams-Cosworth   |                | 1 min 46 s 413 | 1 min 48 s 560 |
| 15  | Nico Rosberg         | Williams-Cosworth   |                | 1 min 47 s 419 | 1 min 47 s 535 |
| 16  | Ralf Schumacher      | Toyota              |                |                | 1 min 48 s 894 |
| 17  | Jarno Trulli         | Toyota              |                |                | 1 min 49 s 098 |
| 18  | Tiago Monteiro       | Midland-Toyota      |                |                | 1 min 49 s 903 |
| 19  | Sakon Yamamoto       | Super Aguri-Honda   |                |                | 1 min 55 s 560 |
| 20  | Felipe Massa         | Ferrari             |                | 1 min 45 s 970 | 1 min 47 s 231 |
| 21  | Takuma Satō          | Super Aguri Honda   |                |                | 1 min 50 s 326 |
| 22  | Christijan Albers    | Midland Toyota      |                |                | 1 min 49 s 542 |

- Felipe Massa et Takuma Satō reçoivent tous les deux une pénalité de 10 places pour avoir changé de moteur.
- Christijan Albers est pénalisé par les commissaires pour poids non conforme de sa voiture.

## Course

### Classement de la course

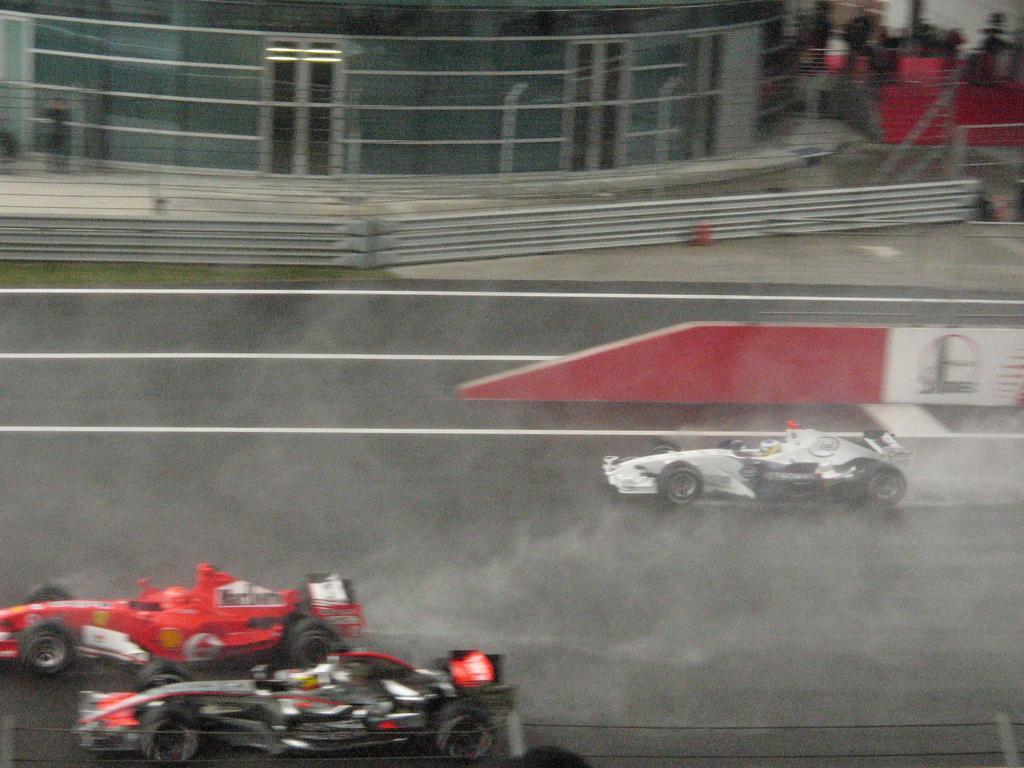
Michael Schumacher remporte la course sous le déluge.

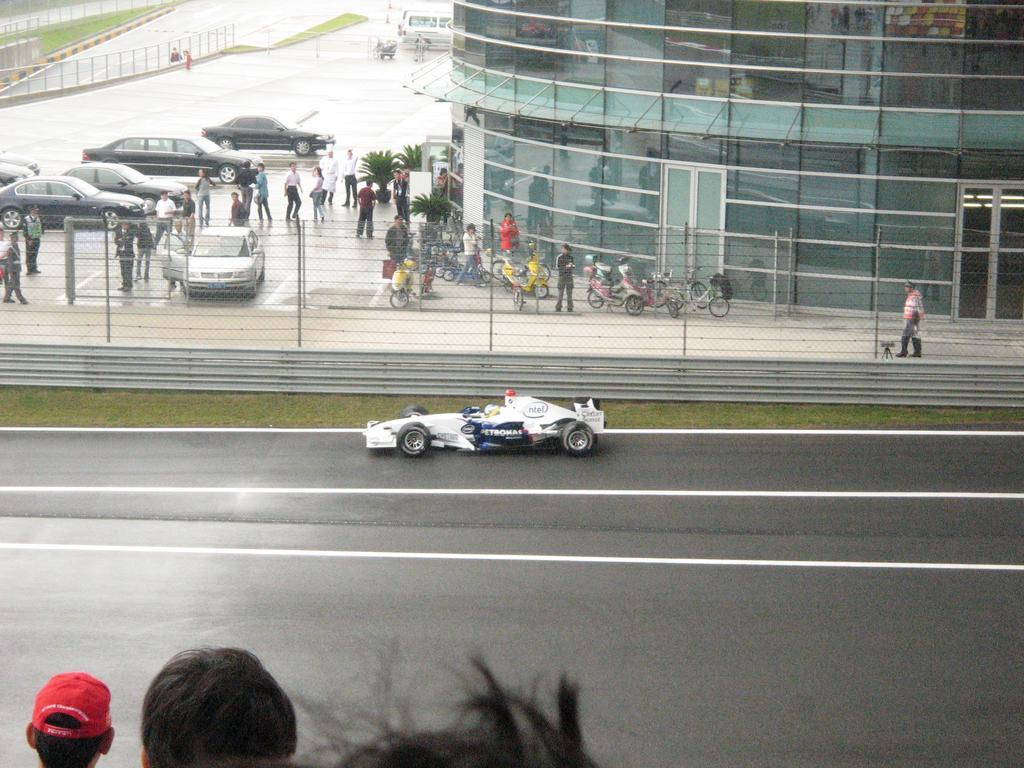
Nick Heidfeld sur BMW Sauber

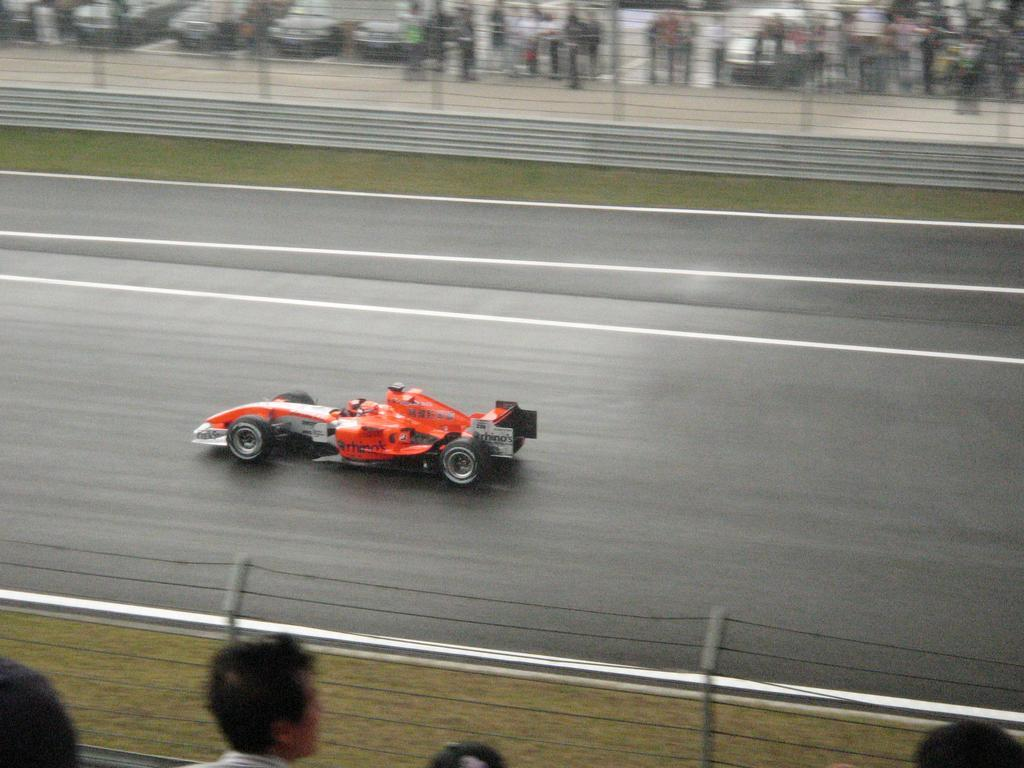
Christijan Albers sera pénalisé pour poids non conforme de sa Midland F1

| Pos  | No | Pilote               | Écurie              | Tours | Temps/Abandon                      | Grille | Points |
| ---- | -- | -------------------- | ------------------- | ----- | ---------------------------------- | ------ | ------ |
| 1    | 5  | Michael Schumacher   | Ferrari             | 56    | 1 h 37 min 32 s 747 (187,645 km/h) | 6      | 10     |
| 2    | 1  | Fernando Alonso      | Renault             | 56    | + 3 s 121                          | 1      | 8      |
| 3    | 2  | Giancarlo Fisichella | Renault             | 56    | + 44 s 197                         | 2      | 6      |
| 4    | 12 | Jenson Button        | Honda               | 56    | + 1 min 12 s 056                   | 4      | 5      |
| 5    | 4  | Pedro de la Rosa     | McLaren-Mercedes    | 56    | + 1 min 17 s 137                   | 7      | 4      |
| 6    | 11 | Rubens Barrichello   | Honda               | 56    | + 1 min 19 s 131                   | 3      | 3      |
| 7    | 16 | Nick Heidfeld        | BMW Sauber          | 56    | + 1 min 31 s 979                   | 8      | 2      |
| 8    | 9  | Mark Webber          | Williams-Cosworth   | 56    | + 1 min 43 s 588                   | 14     | 1      |
| 9    | 14 | David Coulthard      | Red Bull-Ferrari    | 56    | + 1 min 43 s 796                   | 12     |        |
| 10   | 20 | Vitantonio Liuzzi    | Toro Rosso-Cosworth | 55    | + 1 tour                           | 13     |        |
| 11   | 10 | Nico Rosberg         | Williams-Cosworth   | 55    | + 1 tour                           | 15     |        |
| 12   | 15 | Robert Doornbos      | Red Bull-Ferrari    | 55    | + 1 tour                           | 10     |        |
| 13   | 17 | Robert Kubica        | BMW Sauber          | 55    | + 1 tour                           | 9      |        |
| 14   | 21 | Scott Speed          | Toro Rosso-Cosworth | 55    | + 1 tour                           | 11     |        |
| 15   | 19 | Christijan Albers    | Midland-Toyota      | 53    | + 3 tours                          | 22     |        |
| 16   | 23 | Sakon Yamamoto       | Super Aguri-Honda   | 52    | + 4 tours                          | 19     |        |
| Abd. | 7  | Ralf Schumacher      | Toyota              | 49    | Pression d'huile                   | 16     |        |
| Abd. | 6  | Felipe Massa         | Ferrari             | 44    | Collision                          | 20     |        |
| Abd. | 8  | Jarno Trulli         | Toyota              | 38    | Pneumatique                        | 17     |        |
| Abd. | 18 | Tiago Monteiro       | Midland-Toyota      | 37    | Tête à queue                       | 18     |        |
| Abd. | 3  | Kimi Räikkönen       | McLaren-Mercedes    | 18    | Accélérateur                       | 5      |        |
| Dsq. | 22 | Takuma Satō          | Super Aguri-Honda   | 55    | + 1 tour                           | 21     |        |

### Pole position et record du tour
- Pole position :  Fernando Alonso (Renault) en 1 min 44 s 360 (vitesse moyenne : 188,038 km/h)[1].
- Meilleur tour en course :  Fernando Alonso (Renault) en 1 min 37 s 586 (vitesse moyenne : 201,090 km/h) au 49e tour[2].

### Tours en tête
- Fernando Alonso (Renault) : 28 tours (1-22 / 24-29) ;
- Giancarlo Fisichella (Renault) : 13 tours (23 / 30-41) ;
- Michael Schumacher (Ferrari) : 15 tours (42-56)[3].

## Classements généraux à l'issue de la course
| Pos. | Pilote               | Écurie              | Points |
| ---- | -------------------- | ------------------- | ------ |
| 1    | Michael Schumacher   | Ferrari             | 116    |
| 2    | Fernando Alonso      | Renault             | 116    |
| 3    | Giancarlo Fisichella | Renault             | 63     |
| 4    | Felipe Massa         | Ferrari             | 62     |
| 5    | Kimi Räikkönen       | McLaren-Mercedes    | 57     |
| 6    | Jenson Button        | Honda               | 45     |
| 7    | Rubens Barichello    | Honda               | 28     |
| 8    | Juan Pablo Montoya   | McLaren-Mercedes    | 26     |
| 9    | Nick Heidfeld        | BMW Sauber          | 22     |
| 10   | Ralf Schumacher      | Toyota              | 18     |
| 11   | Pedro de la Rosa     | McLaren-Mercedes    | 18     |
| 12   | David Coulthard      | Red Bull-Ferrari    | 14     |
| 13   | Jarno Trulli         | Toyota              | 12     |
| 14   | Jacques Villeneuve   | BMW Sauber          | 7      |
| 15   | Mark Webber          | Williams-Toyota     | 7      |
| 16   | Robert Kubica        | BMW Sauber          | 6      |
| 17   | Nico Rosberg         | Williams-Toyota     | 4      |
| 18   | Christian Klien      | Red Bull-Ferrari    | 2      |
| 19   | Vitantonio Liuzzi    | Toro Rosso-Cosworth | 1      |

| Pos. | Écurie              | Points |
| ---- | ------------------- | ------ |
| 1    | Renault             | 179    |
| 2    | Ferrari             | 178    |
| 3    | McLaren-Mercedes    | 101    |
| 4    | Honda               | 73     |
| 5    | BMW Sauber          | 35     |
| 6    | Toyota              | 30     |
| 7    | Red Bull-Ferrari    | 16     |
| 8    | Williams-Toyota     | 11     |
| 9    | Toro Rosso-Cosworth | 1      |

## Statistiques
- 91e et dernière victoire pour Michael Schumacher.
- 191e victoire pour Ferrari en tant que constructeur.
- 191e victoire pour Ferrari en tant que motoriste.
- Takuma Satō est disqualifié pour avoir ignoré un drapeau bleu.